# یار دبستانی من
«یار دبستانی من» یکی از سروده‌های انقلابی ایران است که در سال ۱۳۵۹ به اجرا درآمد. این شعر سرودهٔ منصور تهرانی است که در ابتدا نزدیک به دو ماه پس از انقلاب ۱۳۵۷ برای فیلم از فریاد تا ترور با صدای فریدون فروغی ساخته شد.
پس از بازبینی وزارت ارشاد صدای فروغی از فیلم حذف شد و جمشید جم آن را بازخوانی کرد و این اثر با صدای جم مشهور شد.
جمشید جم که در سال ۵۷ دانشجو بود و در جریان وقایع دانشگاه و جامعه قرار داشت، آن را به یاد یاران دبستانی و تیراندازی حکومت پهلوی به دانش‌آموزان و دانشجویان در روز ۱۳ آبان ۵۷ بازخوانی کرد.

## تاریخچه
این سرود که ماهیتی اعتراضی و اجتماعی دارد برای یادآوری وقایعی چون ۱۶ آذر و ۱۳ آبان ساخته شده و زمزمه می‌شد. در سال‌های پس از انقلاب مورد استفادهٔ گروه‌های سیاسی گوناگون نیز قرار گرفت. برای نمونه سید محمد خاتمی در پی پیروزی در انتخابات ریاست‌جمهوری از این آهنگ استفادهٔ نمادین می‌کرد. همچنین این موسیقی از سوی گروه‌های اصولگرا نیز به‌کرات مورد استفاده قرار گرفته‌است. این سرود توسط صداوسیمای جمهوری اسلامی و در همایش‌های انتخاباتی نیز پخش شده‌است.
متن ترانه:
| یارِ دبستانیِ من، با من و همراه منی       |  | چوبِ الف بر سر ما، بغضِ من و آهِ منی        |
| حک شده اسمِ من و تو، رو تنِ این تخته‌سیا   |  | ترکهٔ بیداد و ستم، مونده هنوز رو تنِ ما    |
| دشتِ بی‌فرهنگی ما هرزه تمومِ علفاش         |  | خوب اگه خوب، بد اگه بد، مرده دلایِ آدماش  |
| دستِ من و تو باید این پرده‌ها رو پاره کنه |  | کی می‌تونه جز من و تو دردِ ما رو چاره کنه؟ |
| یارِ دبستانیِ من، با من و همراهِ منی       |  | چوبِ الف بر سرِ ما، بغضِ من و آهِ منی        |
| حک شده اسمِ من و تو، رو تنِ این تخته‌سیا   |  | ترکهٔ بیداد و ستم، مونده هنوز رو تنِ ما    |
| یارِ دبستانیِ من، با من و همراهِ منی       |  | چوبِ الف بر سرِ ما، بغضِ من و آهِ منی        |
| حک شده اسمِ من و تو، رو تنِ این تخته‌سیا   |  | ترکهٔ بیداد و ستم، مونده هنوز رو تنِ ما    |

## اجراهای گوناگون
- دکلمهٔ یار دبستانی من با صدای فریدون فروغی در فیلم از فریاد تا ترور
- ترانهٔ سرود یار دبستانی من در تیتراژ آغازین فیلم از فریاد تا ترور
- ترانهٔ سرود یار دبستانی من با صدای فریدون فروغی در آلبوم تنگنا....
- ترانهٔ سرود یار دبستانی من با صدای مهدی جاور (خواننده باریتون ارکستر سمفونیک تهران)
- ترانهٔ سرود یار دبستانی من با صدای جمشید جم در فیلم «از فریاد تا ترور»
- ترانهٔ یار دبستانی من با صدای خشایار اعتمادی در فیلم کُما
- اجرای ترانهٔ سرود یار دبستانی من با صدای منصور تهرانی
- یار دبستانی به سبک فرامرز آصف
- اجرای یار دبستانی من توسط فرهاد گلفام
- اجرای یار دبستانی من توسط امیر حسین‌زاده